# Temporada de furacões no oceano Atlântico de 2003
A temporada de furacões no Atlântico de 2003 foi uma temporada de furacões no Atlântico altamente ativa com atividade tropical antes e depois dos limites oficiais da temporada - a primeira ocorrência desse tipo desde a temporada de 1970. A temporada produziu 21 ciclones tropicais, dos quais 16 se transformaram em tempestades nomeadas; sete deles atingiram o status de furacão, dos quais três atingiram o status de furacão maior. Com dezesseis tempestades, a temporada ficou empatada com a quinta temporada de furacões mais ativa no Atlântico já registrada, embora tenha caído para se tornar a sétima temporada mais ativa. O furacão mais forte da temporada foi o furacão Isabel, que alcançou o status de categoria 5 na escala de furacões Saffir-Simpson a nordeste das Pequenas Antilhas; Mais tarde, o Isabel atingiu a Carolina do Norte como um furacão de categoria 2, causando $ 3,6 bilhões em danos (2003 USD) e um total de 51 mortes na região do Meio-Atlântico dos Estados Unidos.
Embora os limites da temporada sejam tipicamente de 1 de junho a 30 de novembro, a temporada começou cedo com a formação da tempestade subtropical Ana em 20 de abril e terminou relativamente tarde em 11 de dezembro com a dissipação da tempestade tropical Peter. No início de setembro, o furacão Fabian atingiu as Bermudas como um furacão de categoria 3, onde foi o pior furacão desde 1926; na ilha, causou quatro mortes e $ 300 milhões em danos (2003 USD). O furacão Juan causou uma destruição considerável na Nova Escócia, particularmente em Halifax, como um furacão de categoria 2, o primeiro furacão de força significativa a atingir a província desde 1893. Além disso, os furacões Claudette e Erika atingiram o Texas e o México, respectivamente, como furacões mínimos. Em dezembro, a tempestade tropical Odette atingiu a República Dominicana e a tempestade tropical Peter formou-se na porção leste da bacia.

## Previsões sazonais

### Perspectivas da pré-temporada
Em 19 de maio, antes do início da temporada, os meteorologistas da NOAA emitiram uma probabilidade de 55% de atividade acima do normal. Os meteorologistas previram 11 a 15 tempestades tropicais, 6 a 9 das que se tornaram furacões e 2 a 4 desses furacões atingindo pelo menos a força da categoria 3 na escala de furacões Saffir-Simpson. A atividade acima do normal previsto foi devido à probabilidade de desenvolvimento de La Niña na temporada.
O notável especialista em furacões Dr. William M. Gray em 4 de abril previu doze tempestades nomeadas, com oito atingindo a força do furacão e três das oito atingindo a força da categoria 3. A previsão emitida em 30 de maio foi semelhante, aumentando as tempestades nomeadas para quatorze. O padrão sinótico da temporada anterior a 1 de junho se assemelhava a outras temporadas anteriores, com as temporadas de 1952, 1954, 1964, 1966 e 1998 consideradas as melhores análogas para a temporada. A previsão também incluiu uma probabilidade de 68% de um furacão atingir os Estados Unidos.

### Perspectivas de meio de temporada
Em 6 de agosto, o Dr. Gray anunciou que havia mantido sua previsão anterior; com um início de temporada ativo, previa-se que o restante da temporada estivesse apenas ligeiramente acima da média, devido a um ambiente geral menos favorável antecipado em todo o Oceano Atlântico. Um dia depois, a NOAA também divulgou uma previsão atualizada, com 60% de probabilidade de atividade acima do normal, com 12 a 15 tempestades nomeadas, 7 a 9 furacões e 3 a 4 grandes furacões esperados.
Uma temporada normal, conforme definido pela NOAA, tem 6 a 14 tempestades tropicais, 4 a 8 das quais atingem a força do furacão e 1 a 3 das que atingem a força da categoria 3.

## Resumo da temporada

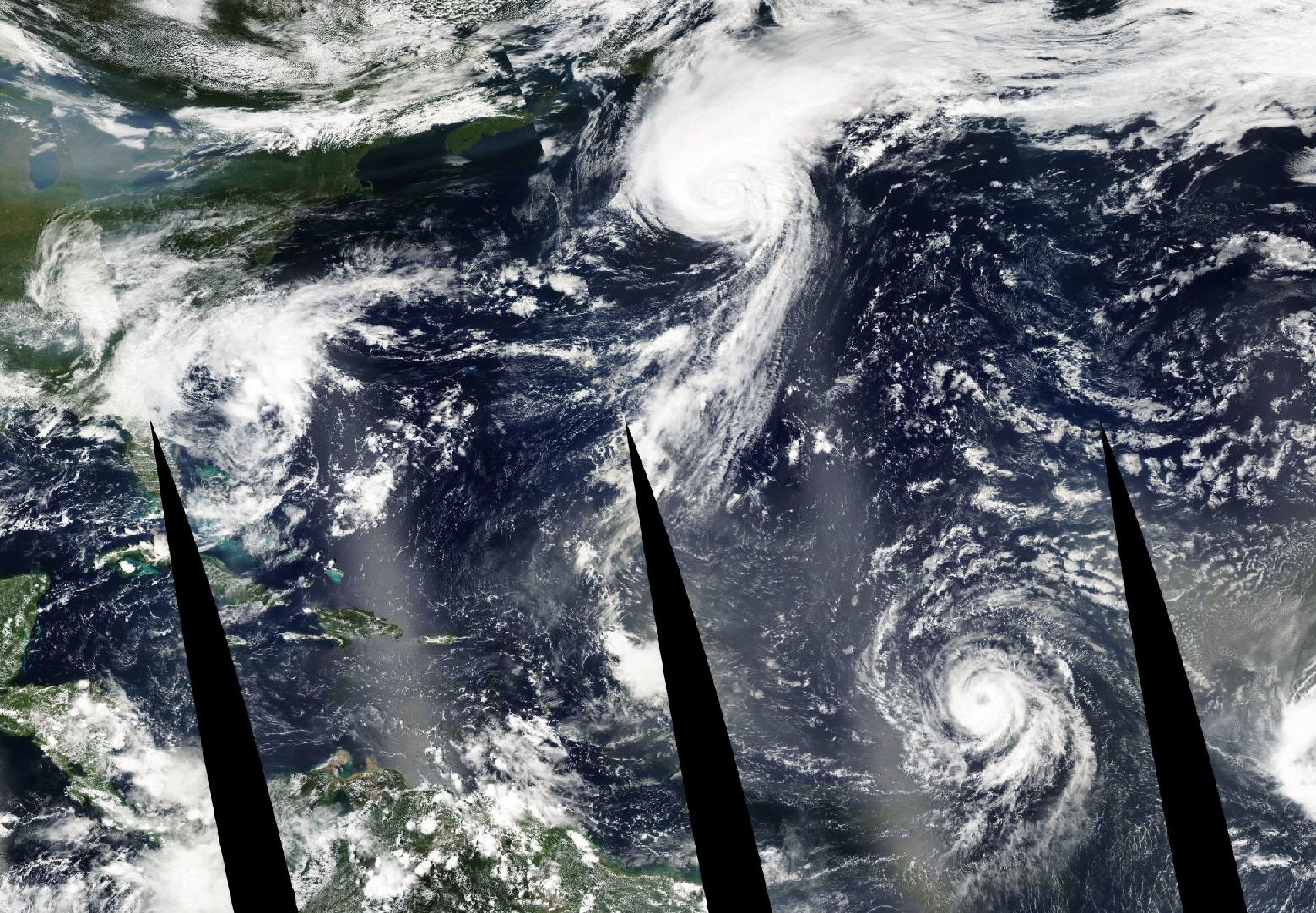
Três ciclones tropicais simultâneos em 7 de setembro, Henri (esquerda), Fabian (centro) e Isabel (direita).

O início oficial da temporada foi em 1 de junho de 2003, embora a tempestade subtropical Ana tenha se formado em 20 de abril, bem antes do início da temporada. A partir do início oficial da temporada, o National Hurricane Center começou a emitir previsões de cinco dias, estendendo-se das previsões de três dias emitidas desde 1964. Funcionários realizaram testes durante as duas temporadas anteriores, indicando que as novas previsões de cinco dias seriam tão precisas quanto as previsões de três dias 15 anos antes. Os trópicos estavam ativos e bem à frente da climatologia no início da temporada, com a sétima depressão tropical se formando no final de julho. A temporada terminou oficialmente em 30 de novembro de 2003, embora as tempestades tropicais Odette e Peter tenham se desenvolvido no início de dezembro.
A temporada é uma das seis com uma tempestade antes e depois dos limites oficiais da temporada; os outros são 1887, 1951, 1953, 1954, 1970 e 2007. Quando a tempestade tropical Peter se formou em 7 de dezembro, a temporada se tornou a segunda registrada com duas tempestades de dezembro. Os 235 dias entre o desenvolvimento da primeira tempestade, a tempestade tropical Ana, e a dissipação da última tempestade, Peter, fizeram da temporada de 2003 a temporada mais longa desde 1952.
No geral, a atividade da temporada foi refletida com uma classificação de 177 de alta energia ciclônica acumulada cumulativa. ECA é, em termos gerais, uma medida do poder do furacão multiplicado pelo tempo que ele existiu, então tempestades que duram muito tempo, assim como furacões particularmente fortes, como Isabel e Fabian, têm ECAs altos. O ECA é calculado apenas para alertas completos em sistemas tropicais em ou acima de 34 nós (39 mph, 63 km/h) ou força de tempestade tropical. Os ciclones subtropicais são excluídos do total.
Nenhum ciclone na temporada teve um impacto significativo na América do Sul ou na América Central. No entanto, um total de oito ciclones tropicais atingiram o México vindos do Atlântico ou do Oceano Pacífico, o maior total desde o recorde de nove em 1971. Um total de sete mortes ocorreram no México por furacões no Atlântico. Grande parte do Caribe não recebeu impacto significativo de ciclones tropicais durante a temporada.

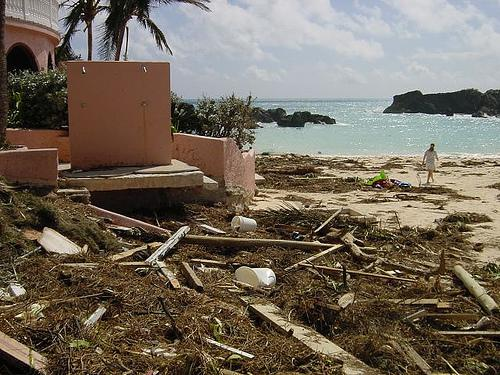
Danos causados pelo furacão Fabian nas Bermudas

Seis ciclones tropicais atingiram a costa dos Estados Unidos durante a temporada, incluindo dois furacões. O primeiro, Claudette, causou grandes danos localmente no sudeste do Texas em julho; duas mortes foram relatadas no estado, enquanto no início de sua duração causou uma morte indireta por ondas fortes na Flórida. Em setembro, o furacão Isabel causou mortes e danos desde a Carolina do Norte até o sul do Canadá. Os piores danos do furacão ocorreram na Virgínia, onde foi o desastre mais caro da história do estado; lá, os danos totalizaram mais de $ 1,85 bilhão (USD de 2003) e houve 32 mortes, dez das quais foram causadas diretamente pelo furacão. O furacão Isabel causou mortes em sete estados e uma província canadense, e cerca de 6 milhões de pessoas ficaram sem energia por causa da tempestade.
Vários ciclones afetaram as Bermudas durante a temporada, mais significativamente o furacão Fabian. Na ilha, a sua passagem foi a mais cara e resultou na primeira morte desde um furacão em 1926. O furacão matou quatro pessoas na ilha quando suas ondas fortes e tempestades arrastaram dois carros da ponte entre a paróquia de St. George e a ilha de St. Danos do furacão totalizaram $ 300 milhões (2003 USD). Em outros lugares, o furacão Juan foi considerado um dos mais danosos da história de Halifax, Nova Escócia, onde ventos fortes derrubaram milhares de árvores e deixaram áreas baixas inundadas por uma tempestade recorde na cidade. O furacão causou um total de oito mortes e danos estimados em $ 200 milhões (2003 CAD, $ 150 milhões em 2003 USD).

## Sistemas

### Tempestade tropical Ana
Uma área não tropical de baixa pressão se desenvolveu a cerca de 390 km (240 mi) ao sul-sudoeste das Bermudas em 18 de abril através da interação de um cavado de nível superior e um cavado frontal de superfície. Ele rastreou primeiro para o noroeste, depois virou para o sudeste. Depois de desenvolver convecção centralizada, o sistema se transformou na tempestade subtropical Ana em 20 de abril a oeste das Bermudas. Ele rastreou leste-sudeste e se organizou e, em 21 de abril, fez a transição para um ciclone tropical com ventos máximos de 97 km/h (60 mph), depois de desenvolver um núcleo quente de nível superior. O aumento do cisalhamento do vento causou flutuações na intensidade e uma tendência de enfraquecimento constante e, em 24 de abril, o centro de Ana se fundiu com uma frente fria que se aproximava, sinalizando assim a conclusão da transição extratropical. Os remanescentes extratropicais continuaram na direção leste-nordeste, e em 27 de abril o vendaval foi absorvido pela frente fria.
O ciclone é mais notável por ser o único ciclone tropical do Atlântico no mês de abril, até a tempestade tropical Arlene em 2017. Quando Ana se tornou uma tempestade subtropical, tornou-se o segundo ciclone subtropical registrado no mês, depois de uma tempestade em 1992. Ana caiu 67 mm (2.63 in) de precipitação nas Bermudas durante um período de vários dias. O aumento das ondas da tempestade causou duas mortes por afogamento no sudeste da Flórida quando um barco virou. Os restos da tempestade trouxeram chuvas leves para os Açores e Reino Unido, embora nenhum dano significativo tenha sido relatado.

### Depressão tropical Dois
Uma onda tropical se afastou da costa da África em 6 de junho. Seguindo para o oeste em uma latitude baixa, a convecção aumentou acentuadamente em 10 de junho. O sistema foi declarado depressão tropical Dois no início de 11 de junho no Oceano Atlântico tropical central. A depressão era na época o terceiro ciclone tropical registrado a se desenvolver no mês de junho a leste das Pequenas Antilhas ; as outras foram a depressão tropical Dois em 2000, Ana em 1979 e uma tempestade em 1933. O próximo sistema a conseguir isso seria o Bret em 2017.
Inicialmente, previa-se que a depressão atingiria o status de tempestade tropical, mantendo um bom escoamento e algumas características de bandas ao redor do sistema. Por volta das 09:00 UTC de 11 de junho, as estimativas de intensidade baseadas em satélite indicaram que a depressão estava próxima do status de tempestade tropical. No entanto, a convecção posteriormente diminuiu e se deslocou para o nordeste do centro, e no final de 11 de junho a depressão degenerou em uma onda tropical aberta a cerca de 1,530 km (950 mi) leste-sudeste de Barbados. A onda tropical permaneceu bem definida com uma vorticidade de baixo nível bem definida, embora o forte cisalhamento do vento tenha impedido o redesenvolvimento tropical. Em 13 de junho seus remanescentes passaram pelas Ilhas de Barlavento e posteriormente entraram no Caribe.

### Tempestade tropical Bill
A tempestade tropical Bill se desenvolveu a partir de uma onda tropical em 29 de junho ao norte da Península de Yucatán. Organizou-se lentamente enquanto se movia para o norte e atingiu um pico de 97 km/h (60 mph) pouco antes de atingir a costa a 43 km (27 mi) a oeste de Chauvin, Louisiana. Bill enfraqueceu rapidamente sobre a terra e, à medida que acelerava para o nordeste, a umidade da tempestade, combinada com o ar frio de uma frente fria que se aproximava, produziu um surto de 34 tornados. Bill tornou-se extratropical em 2 de julho e foi absorvido pela frente fria no final do dia.
Ao atingir a costa da Louisiana, a tempestade produziu uma onda de tempestade moderada, causando enchentes. Em uma cidade no nordeste do estado, a onda rompeu um dique, que inundou muitas casas na cidade. Ventos moderados combinados com solo úmido derrubaram árvores, que atingiram algumas casas e linhas de energia, e deixaram centenas de milhares sem energia elétrica. Mais para o interior, os tornados da tempestade produziram danos moderados localizados. Ao longo de sua trajetória, a tempestade tropical Bill causou cerca de $ 50 milhões em danos (USD 2.003) e quatro mortes.

### Furacão Claudette
Uma onda tropical bem organizada percorreu rapidamente as Pequenas Antilhas em 7 de julho, produzindo ventos com força de tempestade tropical, mas não conseguiu atingir uma circulação de baixo nível. Depois de se organizar no Caribe, transformou-se na tempestade tropical Claudette ao sul da República Dominicana em 8 de julho. Sua intensidade flutuou ao longo dos dias subsequentes, atingindo brevemente o status de furacão em 10 de julho antes de enfraquecer e atingir Puerto Morelos na Península de Yucatán em 11 de julho como uma tempestade tropical. A tempestade permaneceu desorganizada devido ao cisalhamento moderado do vento, embora depois de virar para oeste-noroeste em uma área de cisalhamento mais leve, ela recuperou o status de furacão em 15 de julho na costa do Texas ; intensificou-se rapidamente e atingiu a costa na Ilha Matagorda com ventos de pico de 140 km/h (90 mph). Enfraqueceu lentamente depois de se mover para a costa, seguindo pelo norte de Tamaulipas antes de se dissipar no noroeste de Chihuahua.
O ciclone precursor causou danos leves nas Pequenas Antilhas e as ondas do furacão causaram uma morte indireta na Flórida. Inundações generalizadas e rajadas de vento destruíram ou danificaram gravemente 412 edifícios no sudeste do Texas, com outros 1 346 edifícios sofrendo impactos mais leves. O furacão causou uma forte erosão local da praia ao longo da costa. Ventos fortes derrubaram muitas árvores ao longo da costa, causando uma morte direta e uma indireta. Os danos foram estimados em $ 180 milhões (2003 USD).

### Furacão Danny
Uma onda tropical se afastou da costa da África em 9 de julho. A porção norte da onda seguiu para oeste-noroeste e, em 13 de julho, uma área de convecção se desenvolveu ao longo do eixo da onda. O sistema se organizou lentamente e, após o desenvolvimento de uma circulação fechada de baixo nível, o sistema foi classificado como Depressão Tropical Cinco, cerca de 1,010 km (630 mi) a leste das Bermudas. Rapidamente se organizou, tornando-se a tempestade tropical Danny um dia após sua formação. Acompanhando a periferia de um anticiclone, a tempestade moveu-se para noroeste antes de virar para o norte e depois para nordeste. Apesar de estar localizado em uma latitude alta, Danny continuou a se fortalecer devido às temperaturas anormalmente quentes da água e, em 19 de julho, atingiu o status de furacão a cerca de 845 km (525 mi) ao sul de São João da Terra Nova, apesar de ter uma pressão mínima incomum para uma tempestade de sua intensidade.
O cisalhamento do vento aumentou no dia seguinte quando o furacão virou para o leste, causando uma tendência de enfraquecimento constante que foi acelerada após cruzar para uma área de temperaturas mais baixas da água. Em 20 de julho, o ciclone virou para sudeste e enfraqueceu para o status de depressão tropical, e em 21 de julho degenerou em uma área remanescente de baixa pressão. Os restos de Danny seguiram erraticamente para o sudoeste antes de se dissipar em 27 de julho cerca de 1,010 km (630 mi) a leste de onde se desenvolveu originalmente. Não houve relatos de danos ou vítimas associados a Danny.

### Depressão tropical Seis
Uma onda tropical moveu-se para o oeste na costa da África em 14 de julho. Depois de seguir continuamente para o oeste, uma área de tempestades tornou-se mais concentrada à medida que seu ambiente de nível superior se tornou mais favorável, e no final de 19 de julho o Centro Nacional de Furacões classificou-a como depressão tropical Seis enquanto estava localizada a cerca de 1,666 km (1,035 mi) a leste das Pequenas Antilhas. Ao ser classificada como um ciclone tropical, a depressão manteve duas bandas de borrasca mal definidas ao norte e ao sul, e foi originalmente previsto que atingiria o status de furacão antes de passar pelas Pequenas Antilhas. Com águas quentes e previsão de cisalhamento de vento muito leve, suas condições ambientais atenderam a quatro dos cinco parâmetros para rápida intensificação. Posteriormente, a convecção diminuiu como resultado do influxo de ar frio e da instabilidade de uma perturbação a sudeste.
Com uma velocidade de avanço rápido, a confirmação de uma circulação de baixo nível em 20 de julho tornou-se difícil. A convecção aumentou em curvatura em 21 de julho, e várias ilhas nas Pequenas Antilhas emitiram alertas e avisos de tempestade tropical. Depois que passou ao norte de Barbados, um voo de caçadores de furacões falhou em relatar uma circulação de baixo nível fechada, e estima-se que a depressão degenerou em uma onda tropical aberta no final de 21 de julho. Os remanescentes trouxeram alguns aguaceiros para as Pequenas Antilhas, e depois de seguirem para o Caribe, o redesenvolvimento foi impedido pelo aumento do cisalhamento do vento. A porção norte do eixo da onda se dividiu e se desenvolveu na depressão tropical Sete.

### Depressão tropical Sete
Uma onda tropical interagiu com uma baixa de nível superior para desenvolver uma área de convecção profunda perto de Hispaniola em 23 de julho. Uma circulação de nível médio a baixo se desenvolveu dentro do sistema, rastreando geralmente norte-noroeste e com base em observações de superfície e satélite, estima-se que o sistema se desenvolveu na depressão tropical Sete às 12:00 UTC em 25 de julho, cerca de 97 km (60 mi) a leste de Daytona Beach, Flórida. O sistema foi inserido em um ambiente caracterizado por altas pressões superficiais. Rastreando através de uma área de temperaturas de água fria, bem como ventos desfavoráveis de nível superior, a depressão não conseguiu atingir ventos superiores a 56 km/h (35 mph).
No início de 26 de julho, ele desembarcou na Ilha de St. Catherines, na Geórgia, e depois de enfraquecer constantemente em terra, dissipou-se em 27 de julho. Como a tempestade nunca foi prevista para atingir o status de tempestade tropical, nenhum aviso ou alerta de tempestade tropical foi emitido. No entanto, alertas de inundação foram publicados em grande parte da Geórgia e da Carolina do Sul. A depressão trouxe chuvas leves a moderadas da Flórida até a costa da Carolina do Norte, com pico de 131 mm (5.17 in) em Savannah, Geórgia. Principalmente, a precipitação total entre 25–76 mm (1–3 in) eram comuns. Não houve relatos de danos ou vítimas associados a esta depressão.

### Furacão Erika
O sistema precursor do furacão Erika foi observado pela primeira vez como uma baixa não tropical em 9 de agosto, cerca de 1,850 km (1,150 mi) a leste das Bermudas. Ele rastreou rapidamente para o sudoeste e depois para o oeste em conjunto com uma baixa de nível superior, o que impediu o desenvolvimento tropical. Em 13 de agosto, uma área de convecção aumentou ao passar pelas Bahamas e, ao cruzar a Flórida, uma circulação aumentou em direção à superfície; estima-se que o sistema se desenvolveu na tempestade tropical Erika em 14 de agosto cerca de 137 km (85 mi) a oeste-sudoeste de Fort Myers, Flórida. Uma forte crista fez com que a tempestade continuasse rapidamente para o oeste, e o sistema gradualmente se fortaleceu e se organizou. Em 15 de agosto, seu movimento para frente diminuiu, permitindo que a convecção se organizasse em bandas de chuva curvas e, no final do dia, uma característica ocular começou a se desenvolver. A tempestade tropical Erika atingiu o status de furacão por volta das 10h30 UTC enquanto se movia para a costa no nordeste de Tamaulipas; operacionalmente não foi classificado como furacão, por falta de dados. Os ventos diminuíram rapidamente à medida que avançavam pelo terreno montanhoso do nordeste do México e, no início de 17 de agosto, o ciclone se dissipou.
O furacão deixou cair chuvas leves a moderadas ao longo de seu caminho, o que causou algumas inundações; em Montemorelos, em Nuevo León, duas pessoas morreram após serem arrastadas pelas enchentes. Vários deslizamentos de terra foram relatados, o que deixou várias rodovias bloqueadas ou intransitáveis. No sul do Texas, o furacão causou ventos fracos e pequenos danos, sem registro de mortos ou feridos nos Estados Unidos.

### Depressão tropical Nove
Uma forte onda tropical moveu-se para a costa da África em 14 de agosto e, após seguir para o oeste, uma área de convecção começou a se organizar melhor em 18 de agosto. Depois de seguir pelas Pequenas Antilhas, transformou-se na depressão tropical Nove em 21 de agosto ao sul de Porto Rico. A depressão rapidamente mostrou sinais de organização, e os meteorologistas previram que a depressão se intensificaria para uma forte tempestade tropical. No entanto, um forte cisalhamento do vento de sudoeste inesperadamente se estabeleceu sobre o sistema, e a depressão degenerou em uma onda tropical no final de 22 de agosto ao sul da ponta leste da República Dominicana.
A depressão causou chuvas moderadas em Porto Rico, onde 2 a 3 polegadas (50 a 75 mm) de precipitação foram registrados. A inundação das chuvas entrou em 10 casas e deixou algumas ruas intransitáveis. Um deslizamento de terra foi relatado na parte leste da ilha. Um rio no nordeste de Porto Rico ultrapassou suas margens devido à inundação, embora tenha retornado ao nível normal em poucas horas. Danos em Porto Rico totalizaram $ 20.000 (2003 USD,). Os remanescentes da depressão deixaram cair chuvas leves a moderadas na República Dominicana, o que causou inundações e transbordamento de rios. Mais de 100 casas foram inundadas e alguns danos às plantações foram relatados. As chuvas foram bem-vindas no país, pois as condições foram secas nos meses anteriores. Inundações também foram relatadas no leste da Jamaica, embora os danos, se houver, sejam desconhecidos.

### Furacão Fabian
Em 25 de agosto, uma onda tropical emergiu na costa da África e, dois dias depois, desenvolveu convecção organizada suficiente para se transformar na depressão tropical Dez. Seguindo através de águas quentes e baixo cisalhamento vertical, a depressão foi nomeada tempestade tropical Fabian em 28 de agosto. Em 30 de agosto, a tempestade se intensificou em um furacão e rapidamente se fortaleceu para atingir o status de grande furacão no final do dia; em 1 de setembro Fabian atingiu seu pico de intensidade de 233 km/h (145 mph). O furacão virou para o norte e enfraqueceu gradualmente antes de passar 23 km (14 mi) a oeste das Bermudas em 5 de setembro com ventos de 190 km/h (120 mph). O ciclone acelerou para nordeste em um ambiente de condições desfavoráveis, tornando-se um ciclone extratropical em 8 de setembro; dois dias depois, fundiu-se com outra tempestade extratropical entre o sul da Gronelândia e a Islândia.
Ondas fortes causaram grandes danos ao litoral das Bermudas, destruindo 10 ninhos do petrel das Bermudas, ameaçado de extinção. A tempestade do furacão prendeu um veículo com três policiais e outro com um residente na ponte entre a Paróquia de St. George e a Ilha de St. todos os quatro foram mortos. Os ventos fortes deixaram cerca de 25 000 pessoas sem energia na ilha, e também causaram graves danos à vegetação. Os ventos fortes danificaram ou destruíram os telhados de vários edifícios nas Bermudas, Os danos na ilha totalizaram $ 300 milhões (2003 USD). Em outro lugar, as fortes ondas do furacão mataram um surfista na Carolina do Norte e causaram três mortes na costa de Terra Nova e Labrador quando um navio de pesca afundou.

### Tempestade tropical Grace
Uma forte onda tropical acompanhada de um sistema de baixa pressão se deslocou da costa da África em 19 de agosto. Moveu-se rapidamente para o oeste, falhando em se organizar significativamente, e desenvolveu uma área de baixa pressão na superfície em 29 de agosto no Golfo do México A convecção continuou a se organizar e a onda tropical evoluiu para a depressão tropical Onze em 30 de agosto, localizada 539 km (335 mi) leste-sudeste de Corpus Christi, Texas. A depressão rapidamente se intensificou para se tornar a tempestade tropical Grace, embora uma maior intensificação tenha sido limitada devido a uma baixa próxima de nível superior. Em 31 de agosto, Grace desembarcou na ilha de Galveston, Texas, e rapidamente enfraqueceu em terra. A tempestade virou para nordeste e foi absorvida por uma frente fria sobre o extremo leste de Oklahoma em 2 de setembro.
A tempestade produziu precipitação leve a moderada do Texas até o leste dos Estados Unidos, com pico de 260 mm (10.4 in) no leste do Texas. Perto de onde atingiu a costa, Grace produziu inundações em áreas baixas e leve erosão da praia. Em Oklahoma e no sul do Missouri, os restos da tempestade causaram inundações localizadas. Nenhuma morte foi relatada e os danos foram mínimos.

### Tempestade tropical Henri
Em 22 de agosto, uma onda tropical se afastou da costa da África e permaneceu desordenada até atingir o leste do Golfo do México em 1 de setembro. Um distúrbio tropical evoluiu para a depressão tropical Doze em 3 de setembro a cerca de 480 km (300 mi) a oeste de Tampa, Flórida. Ele se moveu para o leste e se fortaleceu na tempestade tropical Henri em 5 de setembro e, apesar do forte cisalhamento do vento, intensificou-se para atingir ventos máximos de 97 km/h (60 mph) mais tarde naquele dia. Posteriormente, enfraqueceu rapidamente e atingiu a costa oeste da Flórida como uma depressão tropical. Em 8 de setembro degenerou em uma área remanescente de baixa pressão na costa da Carolina do Norte, e depois de se mover para a costa perto do Cabo Hatteras, cruzou os estados do Meio-Atlântico e se dissipou em 17 de setembro sobre a Nova Inglaterra.
Henri foi responsável por chuvas fortes locais na Flórida, mas os danos foram mínimos. Os restos de Henri causaram fortes precipitações em Delaware e na Pensilvânia, causando $ 19,6 milhões em danos (2003 USD). Em Delaware, as chuvas causaram inundações recordes no rio, com parte do Red Clay Creek experimentando uma inundação de 500 anos, e o sistema deixou 109 000 residentes sem energia na Pensilvânia. Os impactos da tempestade foram severamente agravados na semana seguinte pelo furacão Isabel em toda a região.

### Furacão Isabel
Uma onda tropical saiu da costa da África em 1 de setembro, que se transformou na depressão tropical Treze no início de 6 de setembro, a sudoeste das ilhas de Cabo Verde. Ele rapidamente se intensificou na tempestade tropical Isabel, e continuou a se intensificar gradualmente dentro de uma área de vento fraco e águas quentes. Isabel se fortaleceu para furacão em 7 de setembro, e no dia seguinte atingiu o status de furacão maior. Sua intensidade flutuou ao longo dos dias subsequentes ao passar ao norte das Pequenas Antilhas e atingiu ventos máximos de 266 km/h (165 mph) em 11 de setembro, um furacão de categoria 5 na escala Saffir-Simpson. O furacão oscilou entre os status de categoria 4 e 5 nos quatro dias seguintes, antes de enfraquecer devido ao cisalhamento do vento. Em 18 de setembro, Isabel atingiu a costa entre Cape Lookout e a Ilha Ocracoke, na Carolina do Norte, com ventos de 169 km/h (105 mph). Ele continuou para noroeste, tornando-se extratropical no oeste da Pensilvânia antes de ser absorvido por uma tempestade maior sobre Ontário em 19 de setembro.
Os ventos fortes de Isabel se estenderam da Carolina do Norte à Nova Inglaterra e para o oeste até a Virgínia Ocidental. Os ventos, combinados com as chuvas anteriores que umedeceram o solo, derrubaram muitas árvores e fios de energia em seu caminho, deixando cerca de 6 milhões de consumidores de eletricidade sem energia em algum momento. As áreas costeiras sofreram com as ondas e suas poderosas tempestades, com áreas no leste da Carolina do Norte e sudeste da Virgínia relatando graves danos causados pelos ventos e pela tempestade. Ao longo de sua trajetória, o Isabel resultou em prejuízos de US$ 3,6 bilhões (US$ 2003) e 47 mortes, das quais 16 foram diretamente relacionadas aos efeitos da tempestade.
Os governadores da Pensilvânia, Virgínia Ocidental, Maryland, Nova Jérsia e Delaware declararam estado de emergência. Isabel foi o primeiro grande furacão a ameaçar os estados do meio do Atlântico e o sul desde o furacão Floyd em setembro de 1999. O maior impacto de Isabel foi devido aos danos causados pelas enchentes, o pior em algumas áreas da Virgínia desde o furacão Agnes de 1972. Mais de 60 milhões de pessoas foram afetadas em algum grau – um número semelhante ao Floyd, mas mais do que qualquer outro furacão na memória recente.

### Depressão tropical Catorze
Uma forte onda tropical se afastou da costa da África em 6 de setembro e quase imediatamente se associou a uma ampla circulação de superfície. Com ventos favoráveis de alto nível, o sistema rapidamente tornou-se melhor organizado, e em 8 de setembro, possuía organização suficiente para ser classificado como depressão tropical Catorze enquanto localizado a cerca de 470 km (290 mi) a sudeste das ilhas mais meridionais de Cabo Verde. Inicialmente, a depressão falhou em manter um núcleo interno de convecção profunda e, apesar de sua ocorrência com ar seco próximo, a depressão deveria se intensificar para o status de furacão devido às condições favoráveis antecipadas.
Nas horas subsequentes à formação, a convecção perto do centro diminuiu à medida que as bandas se dissiparam. O ar seco aumentou muito durante a depressão e, em 9 de setembro, não havia previsão de que o sistema se intensificasse após o status mínimo de tempestade tropical. Mais tarde naquele dia, uma baixa de nível superior seguiu para o sul a oeste da depressão, o que aumentou o cisalhamento do vento e causou um movimento norte-noroeste constante para a depressão. A circulação tornou-se alongada e separada da convecção ao passar a oeste das ilhas de Cabo Verde, onde trouxe fortes chuvas, e em 10 de setembro a depressão se dissipou.

### Furacão Juan
Uma grande onda tropical se afastou da costa da África em 14 de setembro e, devido ao cisalhamento desfavorável do vento, inicialmente permaneceu desorganizada. Uma área de convecção aumentou em associação com uma baixa de nível superior e se desenvolveu na depressão tropical Quinze em 24 de setembro a sudeste das Bermudas. Ele se organizou continuamente enquanto seguia para o norte, intensificando-se na tempestade tropical Juan em 25 de setembro e atingindo o status de furacão em 26 de setembro. Com águas mornas e ventos de leve cisalhamento, Juan atingiu ventos máximos de 169 km/h (105 mph) em 27 de setembro cerca de 1,022 km (635 mi) ao sul de Halifax, Nova Escócia. Ele acelerou para o norte, enfraquecendo apenas ligeiramente antes de chegar à costa perto de Halifax em 29 de setembro com ventos de 160 km/h (100 mph). Enfraqueceu rapidamente ao cruzar o sul do Canadá Marítimos antes de ser absorvido por um grande ciclone extratropical sobre o Golfo de São Lourenço.
A parede do olho do furacão Juan foi a primeira a cruzar diretamente sobre Halifax desde um furacão em agosto de 1893; o ciclone se tornou um dos ciclones tropicais mais prejudiciais da história moderna para a cidade. O furacão produziu uma onda de tempestade recorde de 4.9 ft (1.5 m), o que resultou em extensa inundação das propriedades à beira-mar de Halifax e Dartmouth. Ventos fortes causaram ocorrências generalizadas de queda de árvores, linhas de energia derrubadas e casas danificadas, e o furacão foi responsável por quatro mortes diretas e quatro indiretas. Mais de 800 000 pessoas ficaram sem energia. Quase todos os danos relacionados ao vento ocorreram a leste da trilha da tempestade, e os danos totalizaram cerca de $ 200 milhões (2003 CAD; $ 150 milhões em 2003 USD).

### Furacão Kate
Kate se desenvolveu a partir de uma onda tropical no Atlântico tropical central em 25 de setembro. A tempestade moveu-se para o noroeste até que uma fraqueza na cordilheira subtropical a forçou para o leste. Kate se fortaleceu para um furacão, virou bruscamente para o oeste enquanto se movia em torno de um nível baixo de nível médio e se intensificou para 201 km/h (125 mph) grande furacão em 4 de outubro. Kate virou bruscamente para o norte ao redor da periferia de um anticiclone, enfraqueceu e tornou-se extratropical depois de passar para o leste de Terra Nova. A tempestade extratropical persistiu por três dias até perder sua identidade perto da Escandinávia.
Kate ameaçou o Canadá Atlântico apenas uma semana depois que o furacão Juan causou graves danos na Nova Escócia. A tempestade teve efeitos mínimos em terra, limitada a ventos moderadamente fortes e chuvas fortes sobre a Terra Nova; St. John relatou 46 mm (1.8 in) em 6 de outubro, um recorde para a data. A interação entre Kate e uma área de alta pressão ao norte produziu 3 a 4 pés (1 m) ondas ao longo da costa da Carolina do Norte e Nova Inglaterra.

### Tempestade tropical Larry
Uma onda tropical saiu da costa da África em 17 de setembro, desenvolvendo uma área de baixa pressão em 27 de setembro no oeste do Caribe. Ele se moveu para a costa ao longo da Península de Yucatán em 29 de setembro e se transformou em um ciclone extratropical ao interagir com uma frente fria estacionária. A convecção profunda aumentou e fez a transição para a tempestade tropical Larry em 1 de outubro. A tempestade derivou geralmente para o sul, e depois de atingir ventos de pico de 105 km/h (65 mph) atingiu o estado mexicano de Tabasco em 5 de outubro, o primeiro pouso na região desde o furacão Brenda em 1973. Os remanescentes de Larry cruzaram o istmo de Tehuantepec, degenerando em uma área remanescente de baixa pressão antes de se dissipar em 7 de outubro no leste do Oceano Pacífico.
A tempestade causou inundações e deslizamentos de terra em toda a região e coincidiu com a chegada no sudoeste do México de dois ciclones tropicais do Pacífico, Nora e Olaf, aumentando os danos. No geral, a tempestade resultou em cinco mortes e $ 53,4 milhões em danos (2003 USD).

### Tempestade tropical Mindy
Uma onda tropical saiu da costa da África em 1 de outubro e se moveu para o oeste. Em 8 de outubro, as tempestades se espalharam pelas Pequenas Antilhas e a onda se organizou lentamente. A precipitação atingiu 76 mm (2.98 in) em Christiansted em Saint Croix, e 181 mm (7.13 in) perto de Ponce, Porto Rico. Ventos fortes deixaram cerca de 29 000 pessoas sem energia no nordeste de Porto Rico. A chuva destruiu pontes em Las Piedras e Guayama, e levou a córregos inundados, árvores derrubadas e deslizamentos de rochas que fecharam quatro estradas. Um carro foi arrastado, e algumas casas foram inundadas. O dano total foi de pelo menos $ 46.000 (2003 USD).
Virou-se para noroeste através de uma fraqueza na cordilheira subtropical e, apesar do forte cisalhamento do vento, transformou-se na tempestade tropical Mindy no final de 10 de outubro sobre o leste da República Dominicana, com ventos máximos de 72 km/h (45 mph).

### Tempestade tropical Nicholas
Formando-se a partir de uma onda tropical em 13 de outubro no Oceano Atlântico tropical central, Nicholas se desenvolveu lentamente devido a níveis moderados de cisalhamento do vento ao longo da sua existência. A convecção profunda se organizou lentamente e Nicholas atingiu uma intensidade máxima de 110 km/h (70 mph) em 17 de outubro. Depois de se mover para oeste-noroeste durante grande parte de sua vida, virou para o norte e enfraqueceu devido ao aumento do cisalhamento. A tempestade novamente virou para o oeste e se fortaleceu brevemente, mas depois de virar novamente para o norte, Nicholas fez a transição para um ciclone extratropical em 24 de outubro. Como uma tempestade extratropical, Nicholas executou um grande loop para o oeste e, depois de se mover erraticamente por uma semana e se organizar em uma baixa tropical, foi absorvida por uma baixa não tropical. A baixa continuou para o oeste, cruzou a Flórida e finalmente se dissipou na costa do Golfo dos Estados Unidos em 5 de novembro.
Nicholas não teve impacto como um ciclone tropical, e o impacto do baixo que absorveu a tempestade foi limitado a chuvas, rajadas de vento e ondas fortes. A baixa que absorveu a tempestade quase evoluiu para um ciclone tropical, que teria sido chamado de Odette. No entanto, o cisalhamento do vento moderado impediu um maior desenvolvimento.

### Tempestade tropical Odette
Odette foi uma rara tempestade tropical de dezembro, a primeira desde o furacão Lili em 1984, que se formou em 4 de dezembro no sudoeste do Mar do Caribe. Tornou-se a segunda tempestade tropical registrada em dezembro a se formar no Mar do Caribe, depois de um furacão em 1822. Odette se fortaleceu e atingiu a costa perto de Cabo Falso, na República Dominicana, em 6 de dezembro como uma tempestade tropical moderadamente forte. Um dia depois, Odette tornou-se extratropical e acabou se fundindo com uma frente fria.
Oito mortes foram atribuídas diretamente a esta tempestade tropical na República Dominicana devido a deslizamentos de terra ou inundações repentinas. Além disso, duas mortes foram causadas indiretamente pela tempestade. Aproximadamente 35% da safra de banana do país foi destruída. Chuvas leves a moderadas foram registradas em Porto Rico.

### Tempestade tropical Peter
Em 5 de dezembro, um ciclone extratropical se desenvolveu e se moveu para o sul, isolado dos ventos de oeste. A convecção se desenvolveu perto do centro e o sistema se organizou em uma tempestade subtropical no final de 7 de dezembro, cerca de 1,344 km (835 mi) a sul-sudoeste dos Açores. O sistema moveu-se para o sudoeste sobre águas mais quentes e a convecção profunda continuou a se organizar no centro. As características de bandas também aumentaram, e o Centro Nacional de Furacões declarou o sistema como a tempestade tropical Peter em 9 de dezembro, cerca de 1,580 km (980 mi) a noroeste das ilhas de Cabo Verde. Com o desenvolvimento de Peter e Odette, 2003 se tornou o primeiro ano desde 1887 em que duas tempestades ocorreram no mês de dezembro.

## Nomes das tempestades
Os seguintes nomes foram usados para nomear tempestades que se formaram no Atlântico Norte em 2003. Os nomes não retirados desta lista voltaram a ser utilizados na temporada de 2009. Esta é a mesma lista usada na temporada de 1997. Storms foram nomeados Larry, Mindy, Nicholas, Odette e Peter pela primeira vez em 2003.
| - Ana - Bill - Claudette - Danny - Erika - Fabian - Grace | - Henri - Isabel - Juan - Kate - Larry - Mindy - Nicholas | - Odette - Peter - Rose (sem usar) - Sam (sem usar) - Teresa (sem usar) - Victor (sem usar) - Wanda (sem usar) |

### Retirada de nomes
Em 30 de abril de 2004, a Organização Meteorológica Mundial retirou três nomes: Fabian, Isabel e Juan. Eles foram substituídos na temporada de 2009 por Fred, Ida e Joaquin, respectivamente. Porém, por falta de atividade em 2009, o nome Joaquin não foi utilizado até a temporada de 2015.

## Efeitos da temporada
Esta é uma tabela de todas as tempestades que se formaram na temporada de furacões no Atlântico de 2003. Inclui duração, nomes, intensidades, áreas afetadas, danos e totais de mortes. As mortes entre parênteses são adicionais e indiretas (um exemplo de morte indireta seria um acidente de trânsito), mas ainda estavam relacionadas àquela tempestade. Danos e mortes incluem totais enquanto a tempestade era extratropical, uma onda ou uma baixa, e todos os números de danos estão em 2003 USD.

| Escala de Furacões de Saffir-Simpson |    |    |   |   |   |   |   |
| DT                                   | TS | TT | 1 | 2 | 3 | 4 | 5 |

| Ana                   | 20 – 24 de abril                 | Tempestade tropical | 95 (60)   | 994  | Flórida, Bermudas, Açores, Ilhas Britânicas                                                                                  | Moderados        | 2       |  |
| Dois                  | 11 de junho                      | Depressão tropical  | 55 (35)   | 1008 | Nenhum | Nenhum           | Nenhum  |  |
| Bill                  | 28 de junho – 2 de julho         | Tempestade tropical | 95 (60)   | 997  | Costa do Golfo dos Estados Unidos, Sudoeste dos Estados Unidos                                                               | $50,5 milhões    | 4       |  |
| Claudette             | 8 – 17 de julho                  | Furacão categoria 1 | 150 (90)  | 979  | Península de Iucatã, Texas, Ilhas de Barlavento, Jamaica                                                                     | $181 milhões     | 1 (2)   |  |
| Danny                 | 16 – 21 de julho                 | Furacão categoria 1 | 120 (75)  | 1000 | Nenhum | Nenhum           | Nenhum  |  |
| Seis                  | 19 – 21 de julho                 | Depressão tropical  | 55 (35)   | 1010 | Nenhum | Nenhum           | Nenhum  |  |
| Sete                  | 25 – 27 de julho                 | Depressão tropical  | 55 (35)   | 1016 | Geórgia | Nenhum           | Nenhum  |  |
| Erika                 | 14 – 17 de agosto                | Furacão categoria 1 | 120 (75)  | 988  | Flórida, México, Sul do Texas                                                                                                | $100 thousand    | 2       |  |
| Nove                  | 21 – 22 de agosto                | Depressão tropical  | 55 (35)   | 1007 | Pequenas Antilhas, Porto Rico, República Dominicana                                                                          | $20 thousand     | Nenhum  |  |
| Fabian                | 27 de agosto – 8 de setembro     | Furacão categoria 4 | 235 (145) | 939  | Ilhas de Sotavento, Bermudas, Leste do Canadá                                                                                | $300 milhões     | 8       |  |
| Grace                 | 30 de agosto – 2 de setembro     | Tempestade tropical | 65 (40)   | 1007 | Texas, Oklahoma, Vale de Ohio, Médio Atlântico                                                                               | $113 thousand    | Nenhum  |  |
| Henri                 | 3 – 8 de setembro                | Tempestade tropical | 95 (60)   | 997  | Flórida, Delaware, Pennsylvania                                                                                              | $19,6 milhões    | Nenhum  |  |
| Isabel                | 6 – 19 de setembro               | Furacão categoria 5 | 270 (165) | 915  | Pequenas Antilhas, Grandes Antilhas, Arquipélago de Lucayan, Costa Leste dos Estados Unidos, Províncias atlânticas do Canadá | $3,6 mil milhões | 16 (35) |  |
| Catorze               | 8 – 10 de setembro               | Depressão tropical  | 55 (35)   | 1007 | Nenhum | Nenhum           | Nenhum  |  |
| Juan                  | 24 – 29 de setembro              | Furacão categoria 2 | 170 (105) | 969  | Leste do Canadá | $200 milhões     | 4 (4)   |  |
| Kate                  | 25 de setembro 25 – 7 de outubro | Furacão categoria 3 | 205 (125) | 952  | Terra Nova, Islândia, Europa                                                                                                 | Nenhum           | Nenhum  |  |
| Larry                 | 1 – 6 de outubro                 | Tempestade tropical | 100 (65)  | 993  | América Central | $53,6 milhões    | 5       |  |
| Mindy                 | 10 – 14 de outubro               | Tempestade tropical | 75 (45)   | 1002 | Grandes Antilhas | $50 mil          | Nenhum  |  |
| Nicholas              | 13 – 23 de outubro               | Tempestade tropical | 110 (70)  | 990  | Nenhum | Nenhum           | Nenhum  |  |
| Odette                | 4 – 7 de dezembro                | Tempestade tropical | 100 (65)  | 993  | Grandes Antilhas | $8 milhões       | 8 (2)   |  |
| Peter                 | 7 – 11 de dezembro               | Tempestade tropical | 110 (70)  | 990  | Nenhum | Nenhum           | Nenhum  |  |
| Agregado da temporada |                                  |                     |           |      | |                  |         |  |
| 21 sistemas sistemas  | 20 de abril – 11 de dezembro     |                     | 270 (165) | 915  | | $4,42 bilhões    | 50 (43) |  |